# Mythimna suavina
Mythimna suavina là một loài bướm đêm trong họ Noctuidae.